# SZU–5
A SZU-5 egy a szovjetek által a T–26-os könnyű harckocsi alvázára fejlesztett, önjáró tüzérségi löveg prototípus sorozat volt. A „SZU” jelzés a Szamohodnaja Usztanovka-t (oroszul: Самоходная Установка) rövidíti, ami magyarul önjáró löveget jelent.

## Története
1933. augusztus 5.-én a szovjet vezetés elfogadta a második Öt éves tervet, amelynek részeként megrendeltek egy "tüzérségi trió"-t. A cél az volt, hogy egy felépítményre, három különböző rendeltetésű tüzérségi ágyút lehessen szerelni. A megrendelést követően 1934-ben, a Leningrádi Kirov Gyár mérnökei elkezdték a T–26-os alvázra épített önjáró lövegek fejlesztését. A három különböző altípus már az év őszén elkészültek és decemberig sikeresen elvégezték a futáspróbáikat is. 

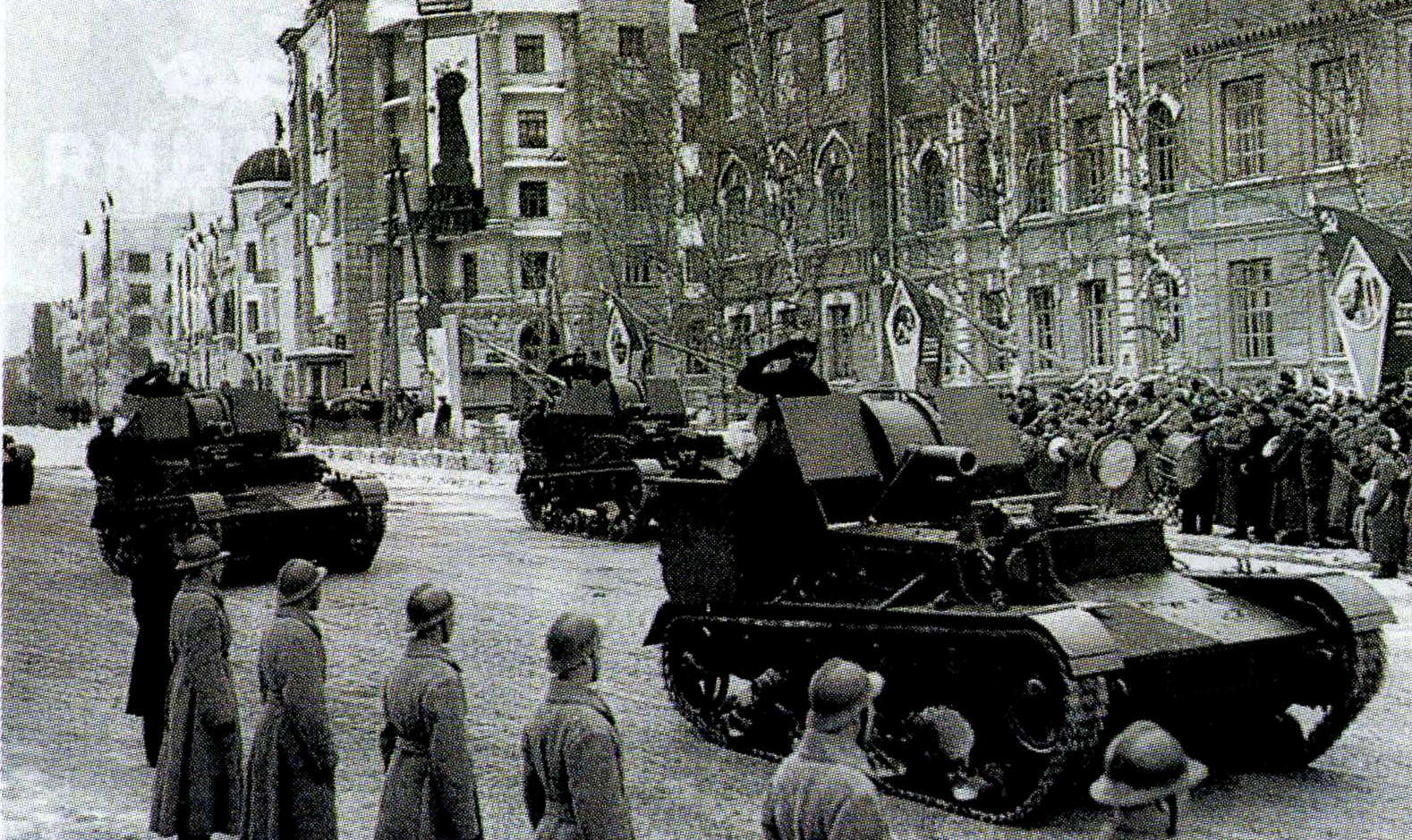
A sorozatgyártásba került SZU–5–2-es típus három példánya.

A tesztelési sorozat után úgy döntöttek, hogy az 1936-os évre megrendelik 30 db SZU–5–2-es típus legyártását. További járművek azonban nem készültek, mert 1937-ben leállították a járművek gyártását és fejlesztését.
A járműveket először 1938-ban a Haszan-tavi csatába vetették be, ahol hatékony támogatást nyújtottak a gyalogság és a többi páncélos számára.
Később a Barbarossa hadművelet idején már csak 16 jármű volt üzemképes, azonban ezek is részt vettek a Szovjetunió védelmében.
Ma három példánya is ki van állítva a Kubinkai Harckocsi Múzeumban.

## Típusváltozatok
- SZU–5–1: Egy 1902/30-as típusú 76.2 mm-es ágyúval ellátott, nyitott tetejű tüzérségi löveg. Egy prototípus készült 1934-ben. Végül leállították a fejlesztését, mert a "rivális" AT–1-esek hatékonyabbnak bizonyultak nála.
- SZU–5–2: Egy 1910/30-as típusú 122 mm-es tarackkal ellátott, nyitott tetejű tüzérségi löveg. 1934-ben építettek egy prototípust, majd 1936-ban további 30 járművet.
- SZU–5–3: Egy 1931-es típusú 152.4 mm-es aknavetővel ellátott, nyitott tetejű tüzérségi löveg. Egy prototípus készült 1934-ben, amely a Vörös Téren zajló felvonuláson is részt vett. Azonban a T–26-os alváz nem bizonyult elég erősnek egy ekkora kaliberű ágyúval való terhelésre.

## Fordítás
- Ez a szócikk részben vagy egészben  a   T-26 variants című angol Wikipédia-szócikk ezen változatának fordításán alapul.  Az eredeti cikk szerkesztőit annak laptörténete sorolja fel. Ez a jelzés csupán a megfogalmazás eredetét és a szerzői jogokat jelzi, nem szolgál a cikkben szereplő információk forrásmegjelöléseként.
- Ez a szócikk részben vagy egészben  a(z)   СУ-5 című orosz Wikipédia-szócikk ezen változatának fordításán alapul.  Az eredeti cikk szerkesztőit annak laptörténete sorolja fel. Ez a jelzés csupán a megfogalmazás eredetét és a szerzői jogokat jelzi, nem szolgál a cikkben szereplő információk forrásmegjelöléseként.